# Чеська дружина

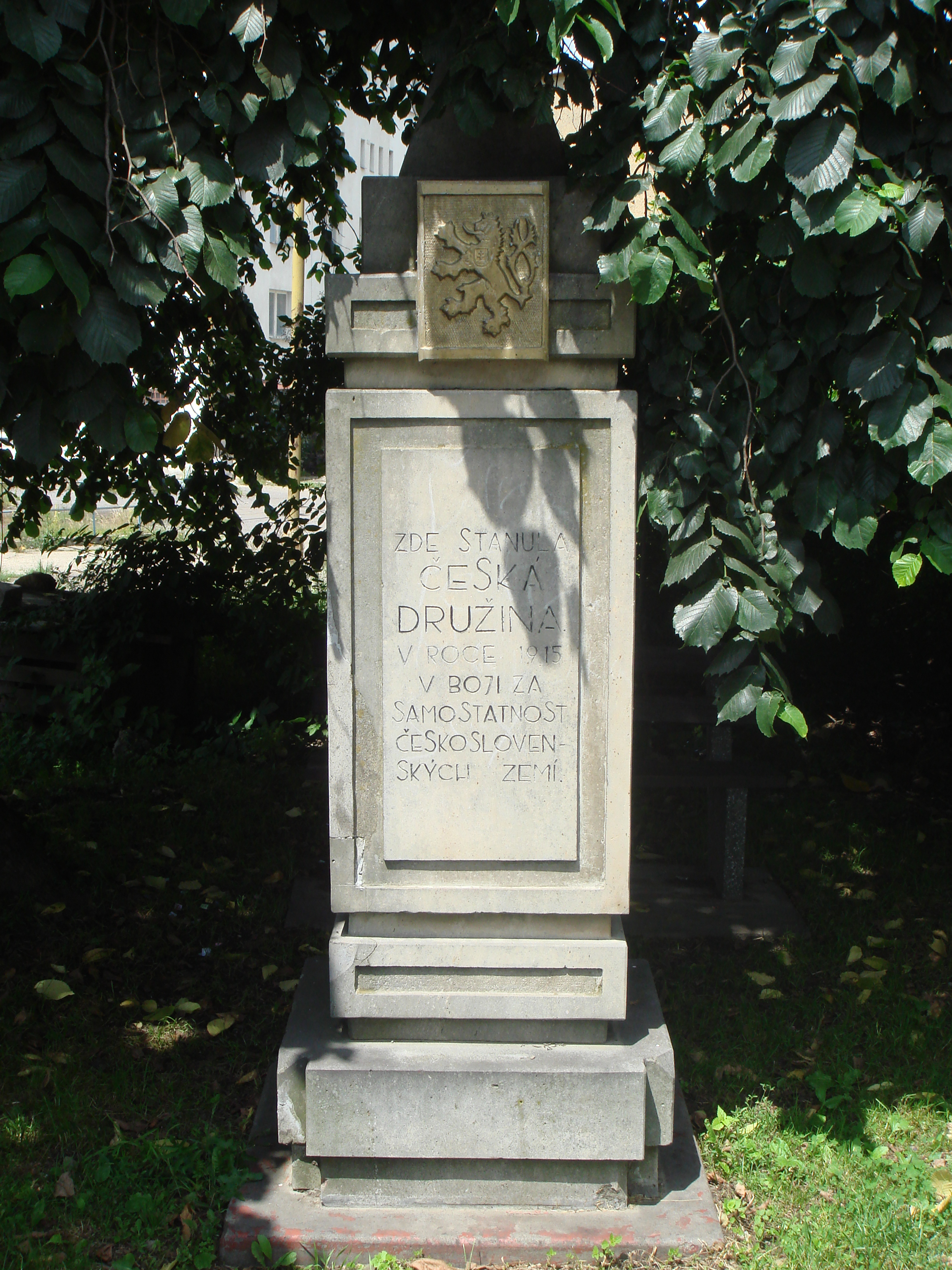
Пам'ятник Чеській дружині в Меджилабірцях (Словаччина)

Чеська дружина (чеськ. Česká družina) — батальйон російської армії, сформований в Києві в серпні 1914 року з добровольців — чехів, які проживали на території Російської імперії. Це була перша чеська військова частина, що з'явилася після поразки у битві на Білій Горі в 1620 році, згодом вона послужила ядром утворення Чехословацького корпусу російської армії.
Рішення про створення чеських добровольчих військових підрозділів для участі в Першій світовій війні на боці Росії було прийнято на антиавстрійській маніфестації в Києві 9 серпня 1914, головою маніфестації був Ї. Їндржишек. 12 серпня проект, запропонований створеним у ході маніфестації Київським чеським комітетом був схвалений Кабінетом міністрів Росії, а 20 серпня видано наказ по Київському військовому округу (КВО) про формування батальйону. За ці дні було набрано вже близько 500 добровольців. Формуванням батальйону керував начальник штабу КВО генерал-лейтенант М. О. Ходорович, командиром частини призначений підполковник Лотоцький. Перші добровольці були розміщені в гостинних будинках Михайлівського монастиря на вул. Трьохсвятительській, 4 і в приміщеннях 1-го реального училища на Великій Житомирській, 2.
З добровольцями провели зустрічі активісти Київського чеського комітету — Ї. Їндржишек, З. Рейман, Ф. Зума, Ф. Дєдіна і емісар від московської чеської громади Л. Тучек. На цих зборах роз'яснювали завдання: створення чеської армії і незалежної держави. У перші дні вересня в батальйон записалися добровольці з Петербурга і Москви, потім стали приїжджати чехи з різних регіонів. 4 вересня Ходорович доповів у ставку про закінчення облаштування батальйону на казармовому положенні. До 13 вересня видано обмундирування і зброю і розпочалися навчання на території київських парків.
У будинку № 10а по Великій Васильківській вулиці розпочав роботу Фонд чеської дружини, заснований Товариством ім. Я. А. Коменського (скарбник — Отто Андерле, ревізори — Отакар Червени і Йосеф Глос). З 1 жовтня 1914 фонд збирав добровільні внески, так званий «військовий податок»; ці кошти були призначені для допомоги сім'ям членів батальйону і для забезпечення проживання добровольців, що прибували, пансіон для яких містився на вул. Львівській, 4.
6 жовтня командування дружиною взяв прибулий з Москви підполковник Йосип Созентовіч, він також привіз прапор, вишитий московськими чешками. До цієї дати батальйон налічував понад 1000 чоловік і складався з 4 стрілецьких і однієї допоміжної рот. У день св. Вацлава, 11 жовтня, на Софійській площі відбулися освячення прапора, прийняття присяги та стройовий огляд частини.
9 листопада 1914 Чеська дружина була відправлена на фронт. Згодом особовий склад частини поповнювався за рахунок чехів і словаків — австрійських військовополонених. У січні 1916 року батальйон перетворено на 1-й стрілецький полк.